# 新谷駅 (忠清南道)
新谷駅（シンゴクえき）は、大韓民国忠清南道洪城郡にかつて存在した韓国鉄道公社長項線の駅である。

## 歴史
- 1923年12月15日：開業。
- 日時不明：廃止。
- 1967年6月1日：再開業[1]。
- 1974年6月1日：廃止[2]。